# Русские четверные шахматы с крепостями

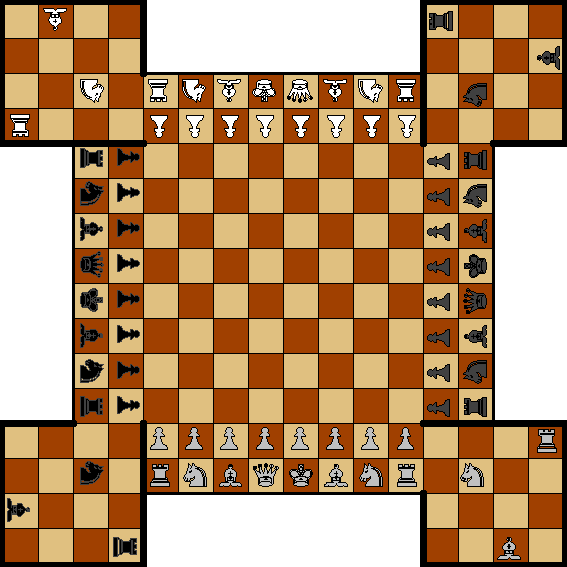
Четверные шахматы с крепостями

Русские четверные шахматы с крепостями — вариант шахмат, имевший популярность в России в XVIII—XIX веках.

## Описание игры
Количество игроков: 4.

## Инвентарь
Шахматная доска (всего 192 клетки) представляет собой двадцатиугольник, состоящий из центральной области (128 клеток) и четырёх крепостей (по 16 клеток) — по одной крепости у игрока.
4 комплекта фигур различных цветов: 1 Король, 1 Ферзь, 3 Ладьи, 3 Слона, 3 Коня, 8 Пешек.

## Игроки
В игре принимают участие 4 игрока, игроки, сидящие друг напротив друга, являются союзниками. Соответственно можно играть и вдвоем, управляя двумя комплектами фигур. Классический вариант включает фигуры белого, красного, чёрного и синего цветов (пары союзников: белый-красный и синий-чёрный). Этот вариант рекомендует жёлто-зелёную окраску шахматной доски (жёлтые поля считаются белыми, зелёные — чёрными) для цветового контраста с фигурами.

## Расстановка фигур
Комплект фигур для каждого игрока включает, помимо комплекта фигур в классических шахматах, дополнительных ладью, слона и коня. Основной комплект расставляется аналогично классическим шахматам (смотрите рисунок). Дополнительные фигуры ставятся в крепости в произвольном порядке и называются резервными. Тем не менее, в процессе игры резервные фигуры не отличаются от классических.
В отличие от классических шахмат, короли у всех игроков ставятся справа от ферзя, на поле противоположного цвета. Таким образом король располагается напротив ферзя союзника.

## Правила игры
Игроки ходят по очереди согласно последовательности белый-чёрный-красный-синий, то есть следующий игрок по левую руку от предыдущего, как в большинстве карточных игр. Фигуры ходят так же, как и в классических шахматах. Линия, отделяющая крепость от ладьи противника, сидящего справа, считается непроходимой (стена крепости), также считается непроходимым угол стены. Например, белая пешка не может взять пешку чёрного игрока. Конь не может перепрыгивать через стену. Пешка превращается в любую фигуру по достижении крайней линии как противника, так и союзника. При встрече двух союзных пешек обе вынуждены стоять, подобно сдвоенной пешке.
Если игроку поставлен мат, то все его фигуры снимаются с доски.
Цель — поставить мат обоим противникам.

## Стратегия
Знаменитый русский шахматист и теоретик шахматной игры Александр Петров в своей статье отмечал, что для победы достаточно поставить мат одному из противников, после чего оставшийся в одиночестве игрок будет иметь только один ход против двух у его противников, и, даже будучи вдвое сильнее, почти неизбежно проиграет.